# ألويسيوس بانج
ألويسيوس بانج (بالصينية: 馮偉衷؛ بالإنجليزية: Aloysius Pang) هو ممثل سنغافوري، ولد في 24 أغسطس 1990 في سنغافورة، وتوفي في 23 يناير 2019 في هاميلتون في نيوزيلندا.

## وصلات خارجية
- ألويسيوس بانج على موقع IMDb (الإنجليزية)
- ألويسيوس بانج على موقع قاعدة بيانات الفيلم (الإنجليزية)